# Kálnoky Dénes
Köröspataki gróf Kálnoky Dénes (Sepsikőröspatak, 1814. – Miklósvár, 1888. január 28.) királybíró, főispán, valóságos belső titkos tanácsos, író.

## Élete
Kálnoky Ádám gróf (1784-1820) és Tkalecz Katalin (1796-1875) legidősebb gyermeke és egyetlen fia. Tanult eleinte Kézdivásárhelyen, majd Bécsben a Therezianumban, azután Kolozsvárott a jogot végezte. 1838-ban táblabíró, 1839-ben háromszéki királybíró, 1847-ben Alsó-Fehér megye főispánja lett. 1848-ban mint konzervatívot hivatalától fölmentették, de jobbágyai rögtön megválasztották nemzetőrségi kapitánynak; 1849-ben a sepsiszentgyörgyi vonal parancsnoka lett. Debrecenbe mint felsőházi tag követte a kormányt. A világosi napok után Erdélyben tartózkodott, míg az ellene indított pert megszüntették. Az 1850-es éveket irodalmi foglalkozással töltötte, majd keleten utazott. Afrikában részt vett Gerard híres oroszlánvadászataiban. 1861-ben főkirálybíró lett szintén Háromszékben, de a provizórium beköszöntével lemondott, majd kisebb megszakítással 1865 és 1875 között ismét ő töltötte be ezt a tisztet. 
1875-ben a belső titkos tanácsosi címet kapta, mire szabad idejét a székelyek művelődési mozgalmaira irányozván, megalapította a Székely Gazdasági és Művelődési Egyesületet, melynek alelnöke lett. A Kisfaludy Társaság és Kemény Zsigmond Társaságnak alapító tagja volt. Nem utolsósorban a szépirodalom terén is alkotott.

## Művei
- A vándor emlékei (2 kötet, megjelent Pest, 1855) Első kötet Második kötet
- Karacsay Indár (történelmi regény, megjelent Pest, 1855, németül 1856 és 1858)